# Fabian Maingain
Fabian Maingain (Sint-Lambrechts-Woluwe, 12 mei 1986) is een Belgisch politicus.

## Levensloop
Fabian Maingain is de zoon van Olivier Maingain, van 1995 tot 2019 partijvoorzitter van FDF en daarna DéFI. In 2011 behaalde hij een master in de bestuurswetenschappen en een bachelor in de politieke wetenschappen aan de ULB. Van 2012 tot 2014 werkte hij als attaché voor openbare aanbestedingen voor ETNIC, het kenniscentrum inzake informatie- en communicatietechnologie van de Franse Gemeenschap.
Hij trad in de politieke voetsporen van zijn vader en werd in 2004 op zestienjarige leeftijd lid van het toenmalige FDF. In oktober 2006 werd de toen twintigjarige Fabian Maingain verkozen tot gemeenteraadslid van Brussel. Bij de gemeenteraadsverkiezingen van oktober 2012 werd Maingain als lijsttrekker van de FDF-lijst in Brussel herkozen. Daarna werd hij FDF- en vervolgens DéFI-fractieleider in de gemeenteraad. Na de gemeenteraadsverkiezingen van oktober 2018 werd hij schepen van Economische Zaken, Werkgelegenheid, Smart City en Administratieve Vereenvoudiging. Maingain bleef schepen tot in juni 2024 en werd daarna weer gewoon gemeenteraadslid. Bij de gemeenteraadsverkiezingen van oktober 2024 behaalde DéFI geen enkele zetel meer en verdween Maingain bijgevolg uit de Brusselse gemeenteraad.
In mei 2014 werd Fabian Maingain voor het eerst verkozen in het Brussels Hoofdstedelijk Parlement. Hij bleef deze functie uitoefenen tot aan de verkiezingen van mei 2019 en nam zitting in de commissies Financiën en Algemene Zaken en Territoriale Ontwikkeling. Bij de verkiezingen van mei 2019 stond hij als laatste opvolger op de Brusselse DéFI-lijst voor de Kamer van volksvertegenwoordigers. Vijf jaar later, bij de Brusselse gewestverkiezingen van juni 2024, werd hij opnieuw verkozen in het Brussels Parlement, waar hij ging deel uitmaken van de commissie Economische Zaken en Tewerkstelling. Tevens werd hij door zijn partij afgevaardigd naar het Parlement van de Franse Gemeenschap.
In december 2022 werd hij voorzitter van de DéFI-federatie van het Brussels Hoofdstedelijk Gewest. In april 2025 verliet hij DéFI, in navolging van zijn vader, naar eigen zeggen omdat de partij haar kernwaarden uit het oog had verloren. Hij besloot als onafhankelijke in het parlement te blijven. Eind april 2025 trad hij toe tot de partij lib.res, die door zijn vader was gelanceerd.